# Alignements de la Prise de Comper
Les alignements de la Prise de Comper sont deux alignements mégalithiques situés en forêt de Paimpont, à Paimpont, dans le département français d'Ille-et-Vilaine.

## Description
Les deux alignements ont été érigés près d'affleurements naturels. Le premier alignement comporte un menhir debout et trois blocs, tous en schiste pourpré. Le dernier d'entre eux est orné d'une cupule à son sommet. Un cinquième bloc proche de l'ensemble pourrait être un menhir renversé.
Le deuxième alignement comporte sept blocs.